# Under the Dome (série télévisée)
Pour documentaire de Chai Jing, voir Sous le dôme.
Pour le roman, voir Dôme (roman) (Under the Dome en anglais)
Under the Dome (trad. litt. : « Sous le dôme ») ou Le Dôme au Québec est un feuilleton télévisé américain en 39 épisodes de 42 minutes développé par Brian K. Vaughan d'après le roman du même nom de Stephen King, diffusé entre le 24 juin 2013 et le 10 septembre 2015 sur le réseau CBS et en simultané sur le réseau Global au Canada.
La série se déroule à Chester's Mill, une petite ville tranquille du Maine. Mais un jour, un dôme invisible descend et englobe toute la ville. Les habitants de Chester's Mill sont pris au piège, ils ne peuvent plus sortir de la ville, et personne ne peut y entrer. Ils vont alors devoir se soutenir mutuellement pour traverser cette épreuve. Mais l'isolement du monde extérieur va mettre à rude épreuve la communauté.
En Suisse, le feuilleton est diffusé depuis le 26 octobre 2013 sur RTS Un, en France, du 31 octobre 2013 jusqu'au 12 octobre 2015 sur M6, en Belgique, depuis le 18 novembre 2013 sur BeTV et depuis le 1er janvier 2015 sur RTL-TVI. Au Québec, il a été offert sur le Club Illico à compter du 20 décembre 2013, puis à partir du 2 septembre 2014 sur le réseau TVA.

## Synopsis
La Kinship est une espèce extraterrestre qui peut s'emparer de toute personne vivante et exercer un contrôle total sur chaque action. Une autre espèce avait cherché à s'emparer du monde des Kinships, lors d'un événement connu sous le nom de « La Grande Destruction ». Pour survivre, La Kinship a abandonné son propre monde, dans l'espoir de vivre sur une autre planète où la vie était possible. Ils placent un œuf à l'intérieur d'un météore pour se transporter à travers la galaxie, en espérant que le météore s'écrase sur une autre planète habitée. Une fois sur place, l’œuf infecterait la première forme de vie qui le touche.
En 1988, le météore du Kinship s'écrase à Chester's Mill. Les adolescents Mélanie, Pauline, Sam et Lyle trouvent le météore au milieu des bois. À leur approche, quatre empreintes de mains lumineuses apparaissent, une de chaque côté du météore. Lorsque les quatre mettent la main sur le météore, celui-ci s'ouvre, révélant un œuf rose brillant. Attirée par l'œuf, Mélanie le ramasse. Cependant, Lyle la pousse dans le météore, la tuant et arrêtant le processus d'infection de la Kinship. Les amis de Mélanie l'enterrent ainsi que l'œuf extraterrestre, jurant de ne plus jamais parler de l'incident.
En 2013, deux anthropologues, Christine et Eva, recherchent un œuf intact, qu'elles pensent se trouver à Chester's Mill. Elles travaillent pour une grande entreprise énergétique appelée « Aktaion », qui a étudié d’autres œufs écrasés sur Terre. Tous les autres œufs étudiés ont été endommagés par leur impact.
Christine et Eva retrouvent l'œuf intact. Alors que Christine le tient, le processus d'infection commence. Une grande explosion rose se produit et un dôme s'abaisse autour d'eux, avec un mini-dôme descendant au-dessus de l'œuf. Christine et Eva sont aspirées dans une grande grotte et enfermées dans un cocon.
Au cours des six semaines suivantes, de nombreux événements se déroulent à l'intérieur du dôme. Joe et Norrie trouvent le mini-dôme et l'œuf qu'il contient. La Kinship choisit Joe, Norrie, James et Angie pour être « les quatre mains », des personnes qui protègent le dôme, le mini-dôme et l'œuf, et interagissent avec eux. Les étoiles roses, une source d'énergie visible, apparaissent plusieurs fois tout au long de la vie du dôme, notamment sur l'œuf.
Les saisons 1 et 2 se concentrent sur les personnes à l'intérieur du dôme et sur la nature du mystérieux dôme lui-même. La saison 3 apporte des réponses à ces mystères.
Dans la saison 3, Christine ressuscite Mélanie, qui l'utilise pour attirer les citadins dans les grottes afin qu'ils puissent être enveloppés et que La Kinship puisse les infecter. À mi-chemin du processus de transfert, Big Jim casse l'œuf, évitant ainsi une infection complète. Au fil du temps, les habitants de la ville sont absorbés par La Kinship, à l'exception de quelques-uns qui combattent les extraterrestres et tentent de s'échapper. Ces restes des citadins sont connus sous le nom de La Resistance : Julia, Big Jim, Joe, Norrie, Hunter, Barbie et Lily, une employée d'Aktaion.
Au bout d'un moment, le dôme commence à se détériorer car l'œuf est en train d'être détruit. En conséquence, La Kinship et La Resistance doivent travailler ensemble pour s'échapper ; sinon, le dôme se transformera en pierre et tout le monde suffoquera et mourra. Ils finissent par faire tomber le dôme. Cependant, la Résistance prévoit de capturer et de tuer La Kinship. Une fois le dôme tombé, le gouvernement entre dans Chester's Mill et emprisonne tout le monde, laissant les personnes non infectées (la Résistance) libres.
Tout va bien jusqu'à ce que, un an plus tard, la Résistance découvre que la chef de la Kinship, Dawn, est toujours en vie, se faisant passer pour une institutrice et voyageant avec des enfants pour trouver un autre œuf et faire tomber un nouveau dôme. Elle trouve un œuf intact et dit : « Nous reviendrons une autre fois. »

## Distribution

### Acteurs principaux
- Mike Vogel (VF : Anatole de Bodinat) : Dale « Barbie » Barbara
- Rachelle Lefèvre (VF : Adeline Moreau) : Julia Shumway
- Alexander Koch (VF : Alexandre Nguyen) : James « Junior » Rennie Jr.
- Colin Ford (VF : David Dos Santos) : Joe McAlister
- Mackenzie Lintz (VF : Alice Taurand) : Elinore « Norrie » Calvert-Hill
- Dean Norris (VF : Jean-François Aupied) : James « Big Jim » Rennie
- Natalie Martinez (VF : Ingrid Donnadieu) : Sheriff Linda Esquivel (saison 1, invitée saison 2)
- Brittany Robertson (VF : Camille Donda) : Angie McAlister (saison 1, invitée saison 2)
- Jolene Purdy (VF : Olivia Nicosia) : Dodee Weaver (saison 1, invitée saison 2)
- Aisha Hinds (VF : Laura Zichy) : Carolyn Hill, deuxième mère de Norrie (principale saison 1, récurrente saison 2 et 3)
- Nicholas Strong (VF : Jean-Baptiste Anoumon) : Phil Bushey (saisons 1 et 2)
- Karla Crome (VF : Philippa Roche) : Rebecca Pine (saison 2)
- Eddie Cahill (VF : François Delaive) : Sam Verdreaux (saisons 2 et 3)
- Kylie Bunbury (VF : Jessica Monceau) : Eva Sinclair / Dawn Barbara (saison 3)

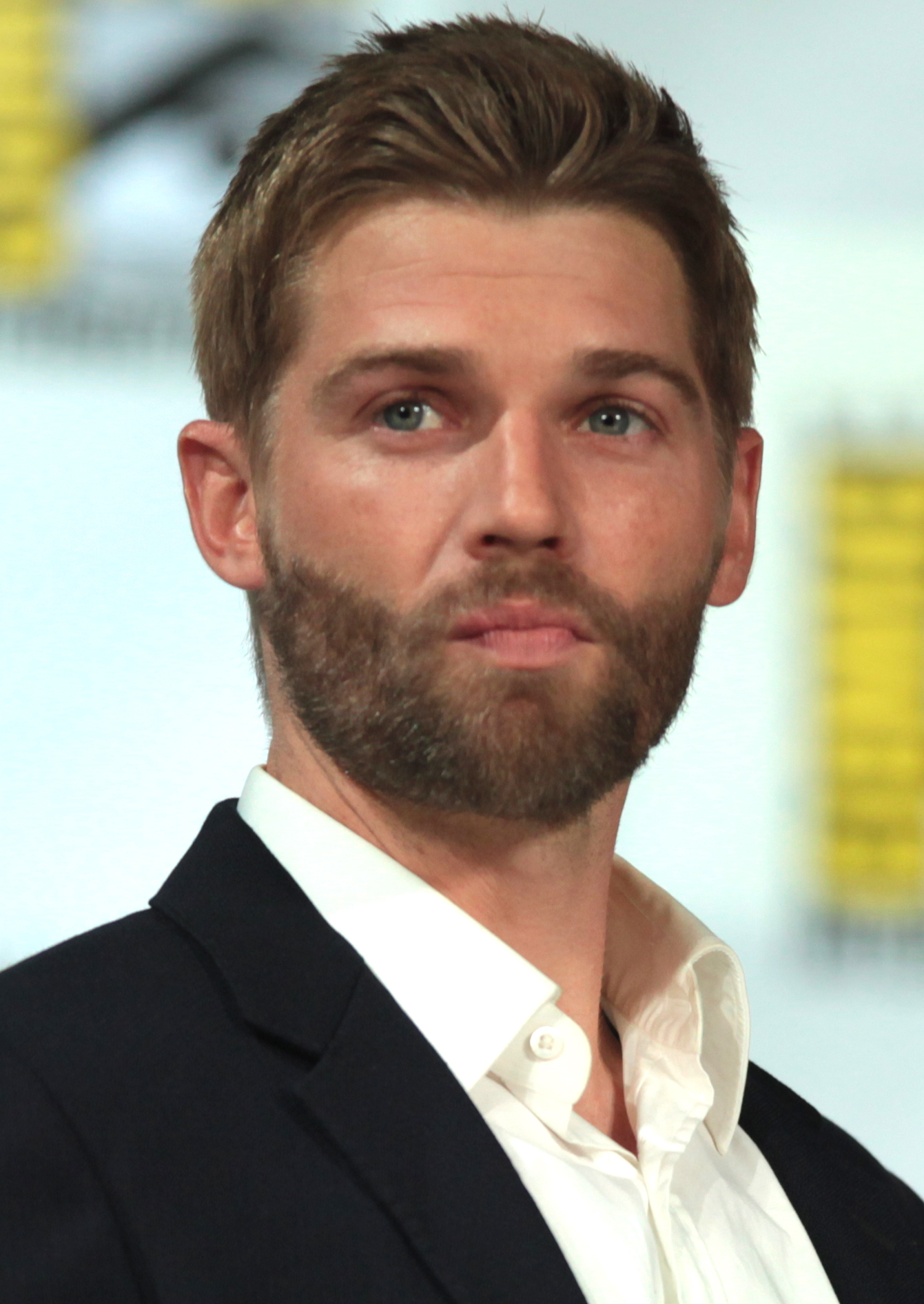
Mike Vogel interprète Barbie.
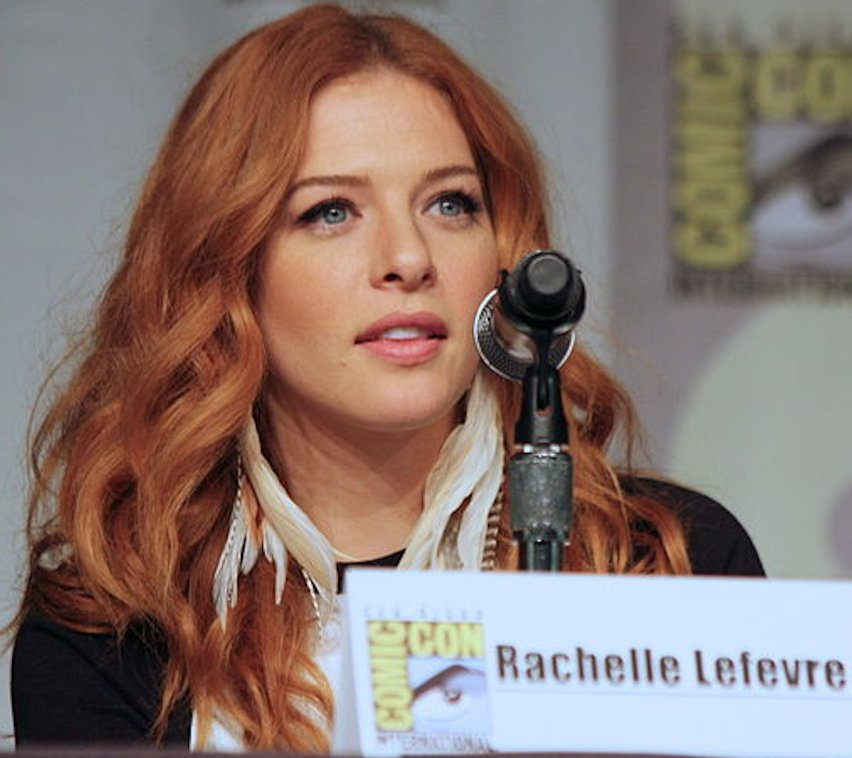
Rachelle Lefèvre interprète Julia Shumway.
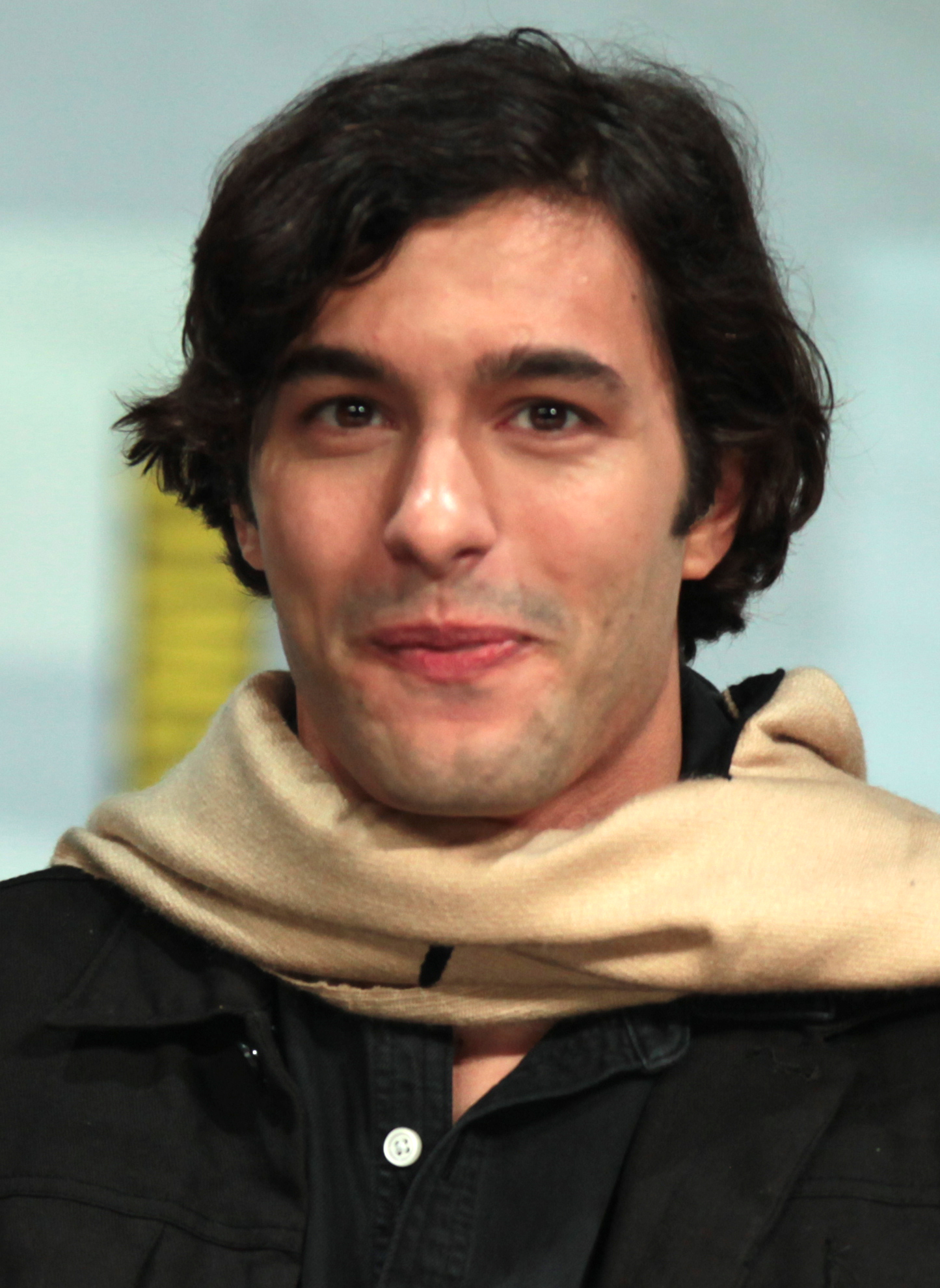
Alexander Koch interprète Junior.
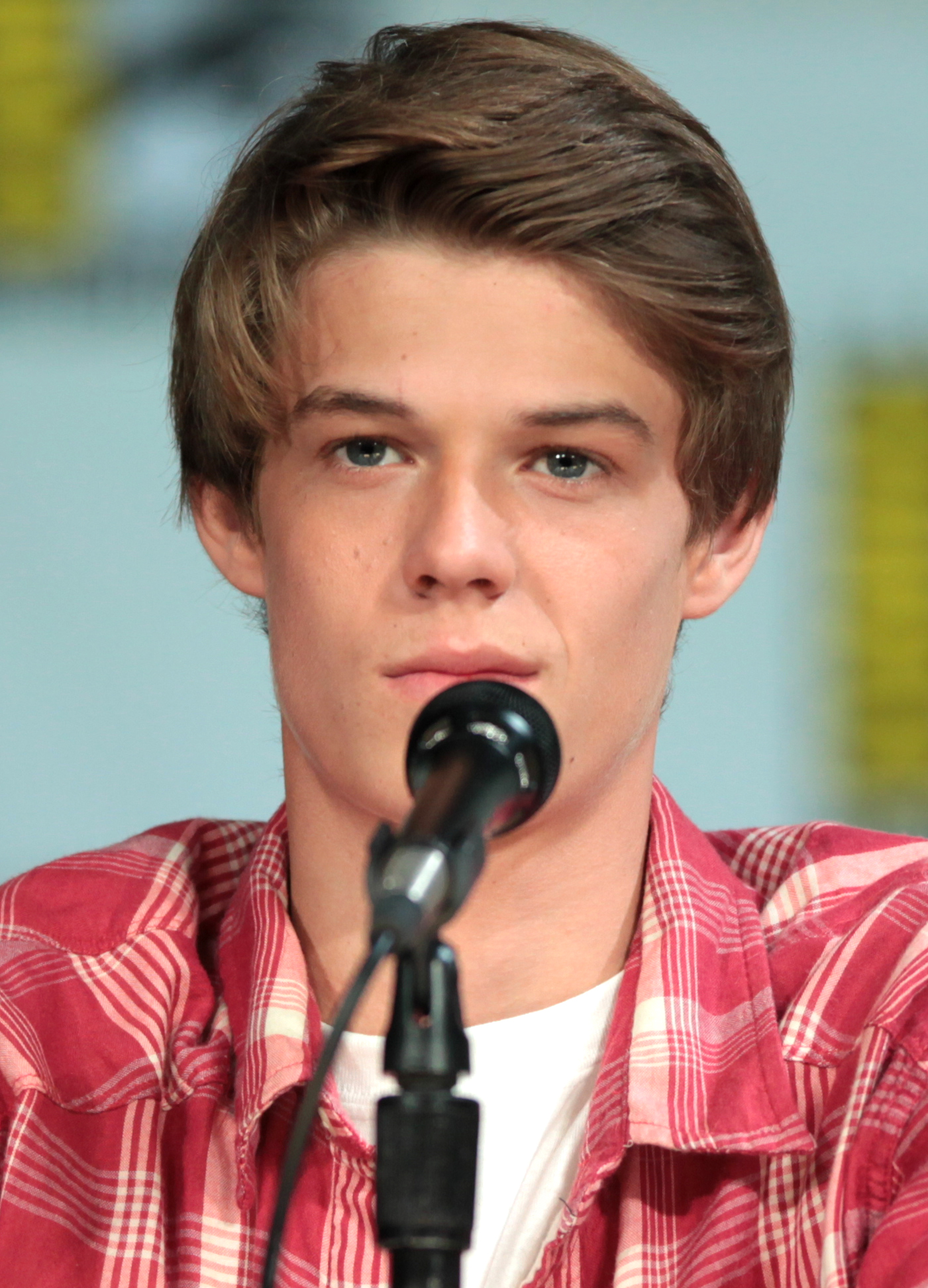
Colin Ford interprète Joe McAllister.
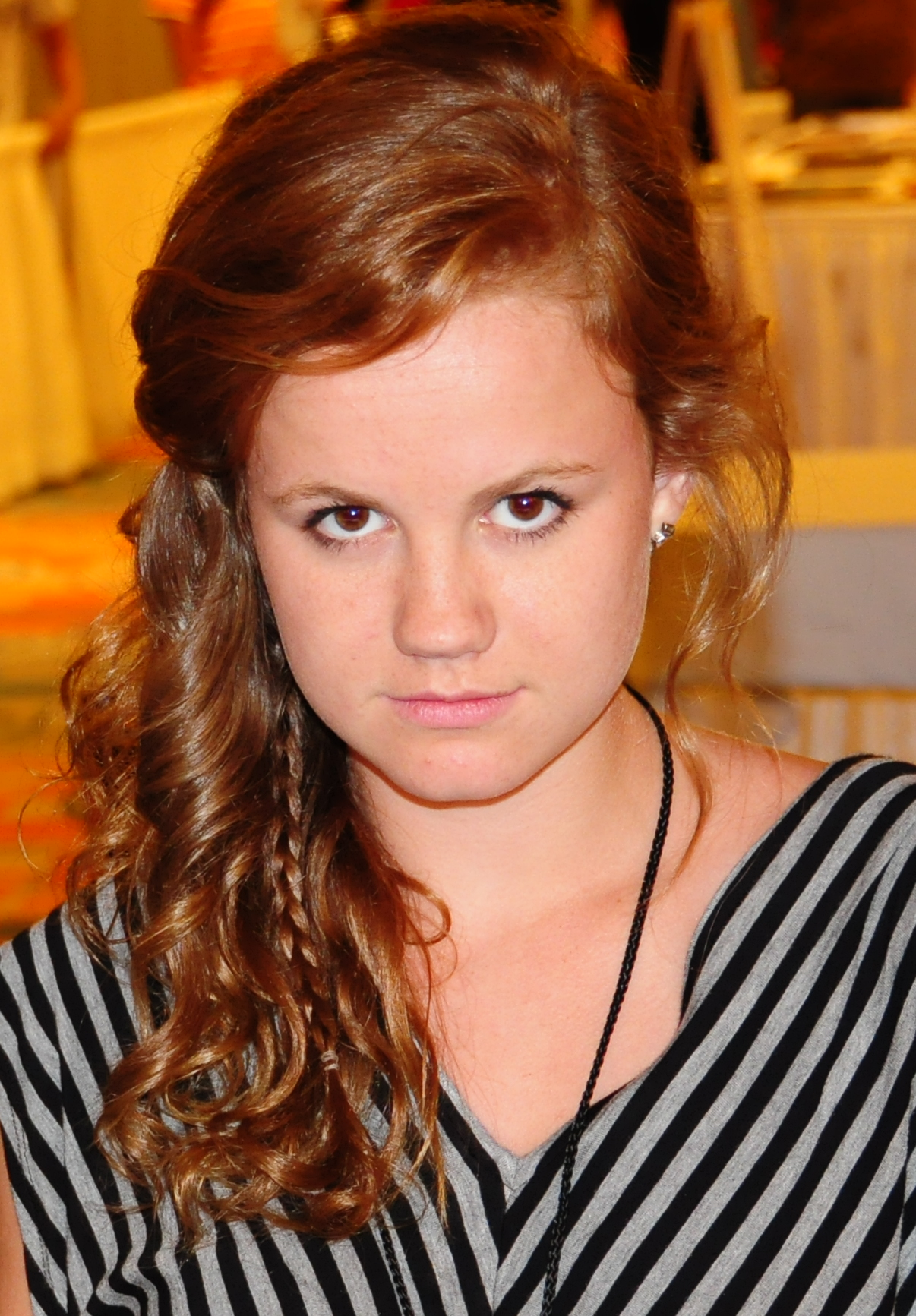
Mackenzie Lintz interprète Norrie.
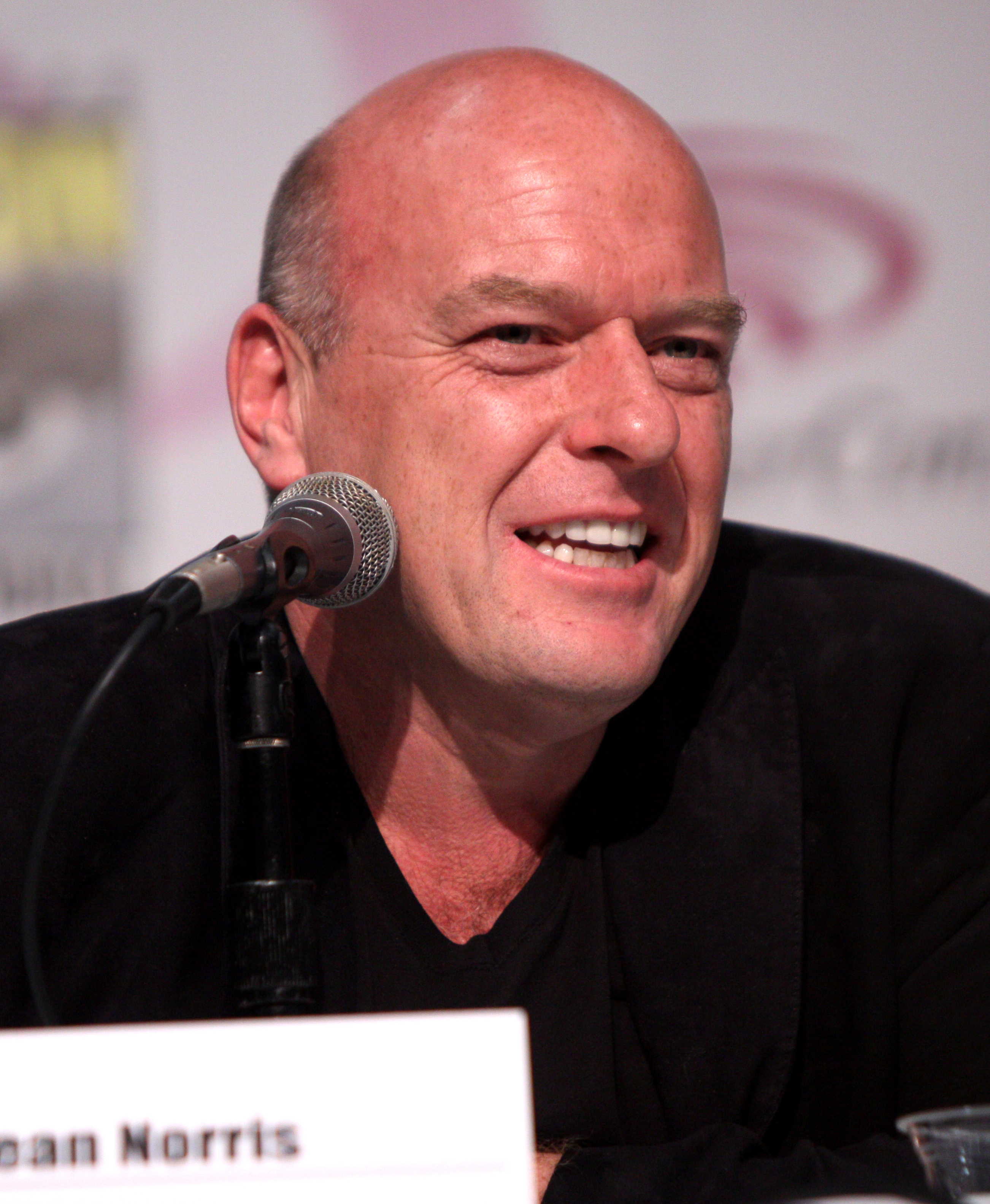
Dean Norris interprète Big Jim.
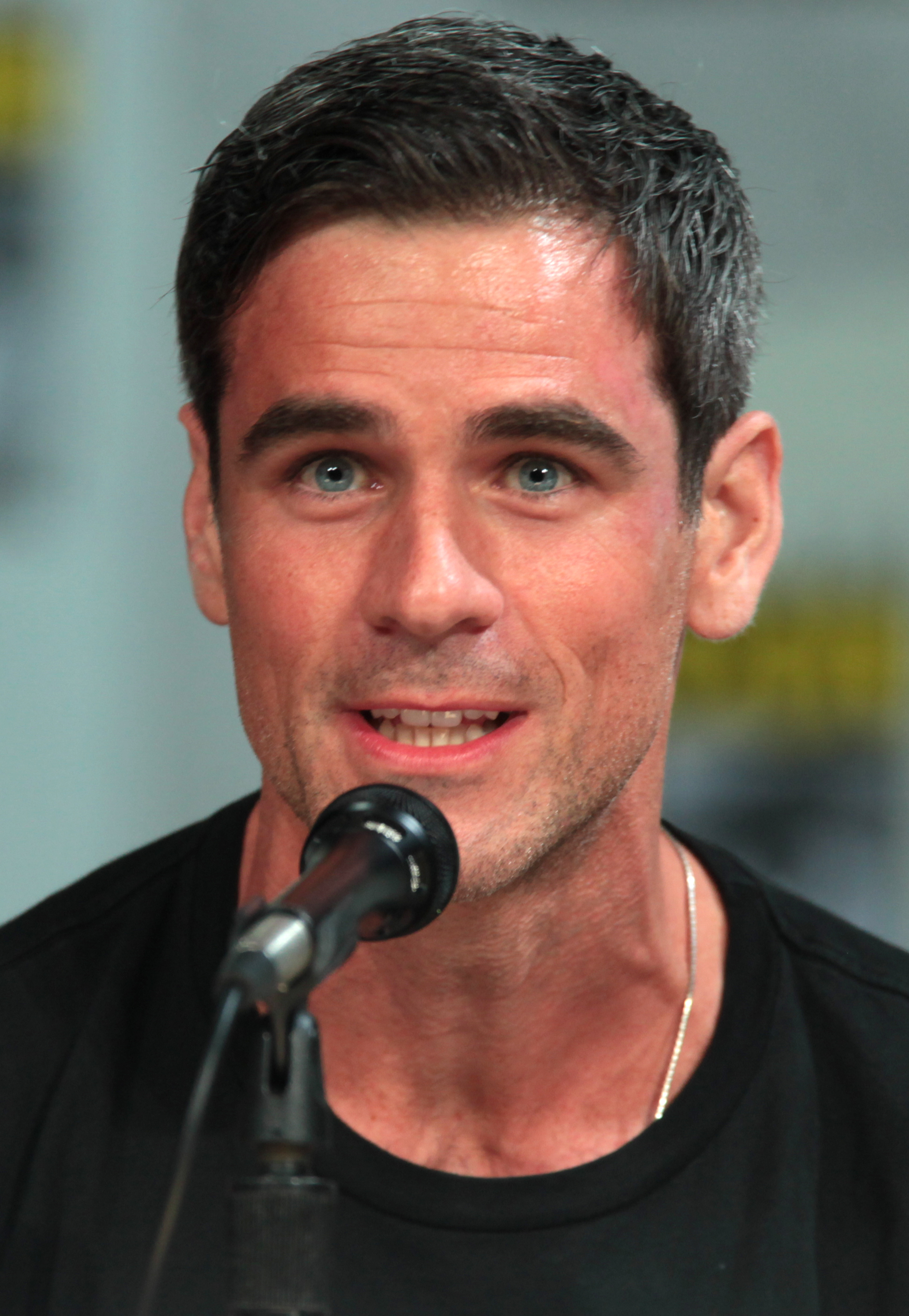
Eddie Cahill interprète Sam Verdreaux.

### Acteurs récurrents et invités
- Samantha Mathis (VF : Valérie Nosrée) : Alice Calvert, mère biologique de Norrie (saison 1)
- Beth Broderick (VF : Monique Nevers) : Rose Twitchell, propriétaire du Sweetbriar Rose (saison 1)
- Leon Rippy (VF : Jean-Bernard Guillard) : Ollie Dinsmore (saison 1)
- Kevin Sizemore (VF : Stéphane Roux) : Paul Randolph (saison 1)
- Dale Raoul (VF : Mireille Delcroix) : Andrea Grinnell (saison 1-2)
- R. Keith Harris (VF : Michael Aragones) : Peter Shumway, mari de Julia (saison 1)
- Ned Bellamy (VF : Philippe Dumond) : Révérend Lester Coggins (saison 1)
- John Elvis Lara (VF : Anatole Thibault) : Ben Drake, meilleur-ami de Joe (saison 1, invité saisons 2 et 3)
- Jeff Fahey (VF : Patrick Raynal) : Howard Perkins, dit « Duke », chef de la police (saison 1)
- Andrew Vogel (VF : Yann Peira) : Carter Thibodeau
- Natalie Zea (VF : Amandine Pommier) : Maxine Seagrave (saison 1)
- Mare Winningham : Agatha Seagrave (saison 1)
- Grace Victoria Cox (VF : Joséphine Ropion) : Melanie Cross (saisons 2 et 3)
- Brett Cullen (VF : Guy Chapellier) : Don Barbara, père de Dale (saisons 2 et 3)
- Max Ehrich (VF : Paolo Domingo) : Hunter May (saisons 2 et 3)
- Sherry Stringfield (VF : Emmanuèle Bondeville) : Pauline Rennie (saison 2)
- Dwight Yoakam (VF : Gabriel Le Doze) : Lyle Chumley (saison 2)
- Megan Ketch (en) : Harriet Arnold, la femme ayant accouché à l'intérieur du dome (récurrence à travers les saisons)
- Marg Helgenberger (VF : Emmanuèle Bondeville) : Christine Price (saison 3)
- Eriq La Salle (VF : Thierry Desroses) : Hektor Martin (saison 3)
- Frank Whaley (VF : Vincent Ropion) : Dr Marston (saison 3)
- Gia Mantegna (VF : Marie Tirmont) : Lily Walters (saison 3)
- Dann Florek (VF : Bernard Tiphaine) : Walker (saison 3)

### Version française
- Société de doublage : Mediadub International
- Direction artistique : Laura Préjean
- Adaptation des dialogues : Jonathan Amram et Jérôme Dalotel

 Source et légende : version française (VF) sur RS Doublage et Doublage Séries Database

## Production

### Développement
En août 2011, le projet a été suggéré à la chaîne Showtime, avant d'être choisi par le réseau CBS.
En novembre 2011, CBS annonce avoir commandé treize épisodes de la série pour une diffusion à l'été 2013.
Le 29 juillet 2013, CBS a renouvelé la série pour une deuxième saison de treize épisodes. Stephen King sera le scénariste du premier épisode.
Le 9 octobre 2014, CBS a renouvelé la série pour une troisième saison de treize épisodes.
Le 31 août 2015, CBS annule la série.

### Attribution des rôles

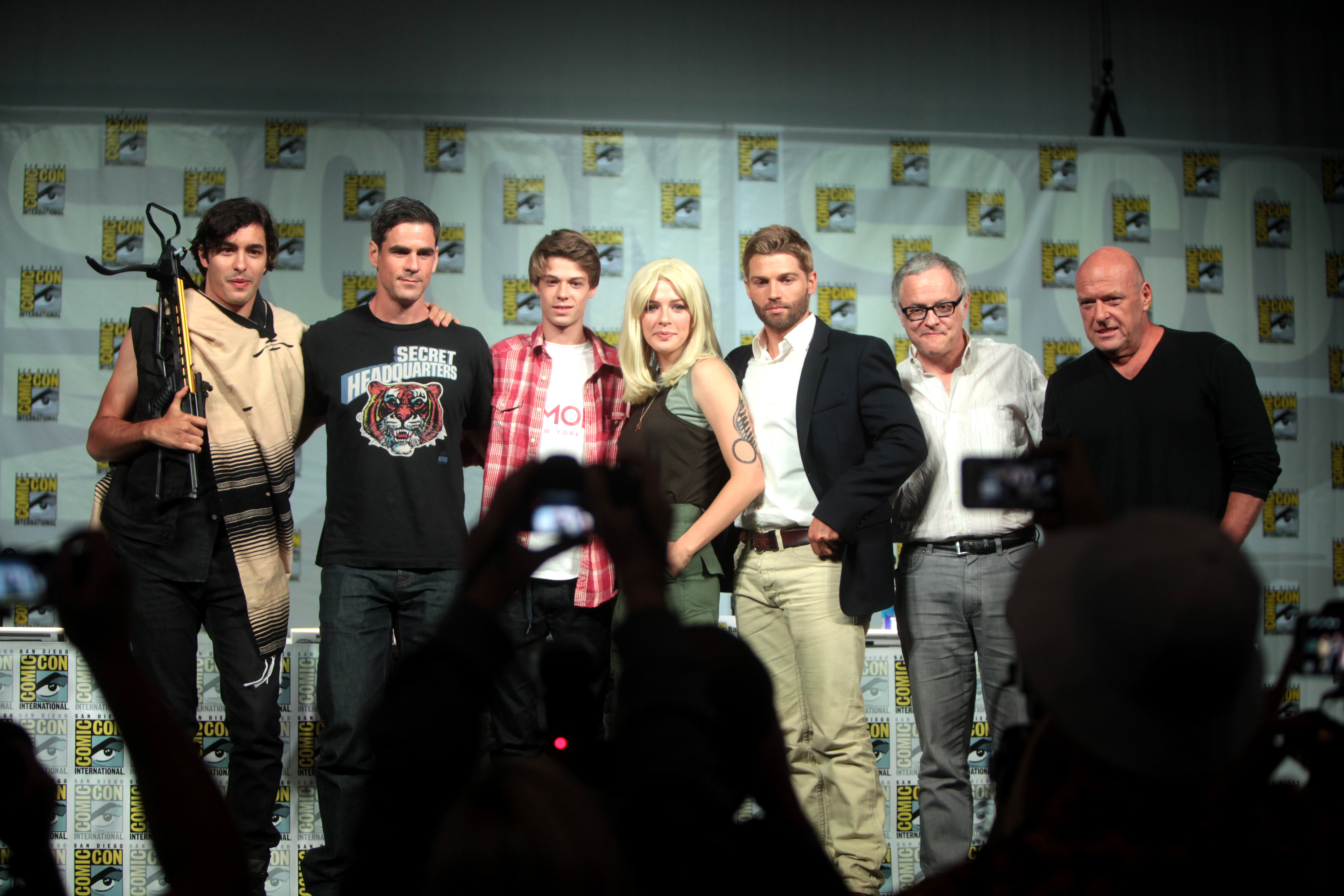
La distribution d’Under the Dome durant le Comic-Con 2014 à San Diego.

En janvier et février 2013, les rôles ont été attribués dans cet ordre : Colin Ford, Natalie Martinez, Alexander Koch, Brittany Robertson, Jolene Purdy, Nicholas Strong, Aisha Hinds, Mike Vogel, Dean Norris et Rachelle Lefèvre.
Parmi les acteurs ajoutés pour la deuxième saison : Eddie Cahill et Karla Crome, Grace Victoria Cox, Sherry Stringfield, Dwight Yoakam et Brett Cullen.
Pour la troisième saison, Kylie Bunbury décroche un rôle principal, alors que Marg Helgenberger, Eriq La Salle et Frank Whaley décrochent chacun un rôle récurrent ou d'invité.

### Tournage
Le tournage a débuté le 28 février 2013 à Wilmington et Southport en Caroline du Nord.
Le tournage de la deuxième saison a débuté le 3 mars 2014 au même endroit.
Le tournage de la troisième saison a débuté le 11 mars 2015[réf. souhaitée].

### Fiche technique
- Titre original et français : Under the Dome
- Titre québécois : Le Dôme
- Création : Stephen King
- Réalisation : Jack Bender, Kari Skogland, David Barrett, Roxann Dawson, Paul A. Edwards, Peter Leto, Sergio Mimica-Gezzan, Niels Arden Oplev et Miguel Sapochnik
- Scénario : Stephen King et Brian K. Vaughan d'après Dôme de Stephen King
- Direction artistique : Marek Dobrowolski
- Décors : Matthew C. Jacobs et Geoffrey S. Grimsman
- Costumes : Jennifer von Mayrhauser
- Photographie : Cort Fey
- Montage : Timothy A. Good, Donn Aron et Michael Schweitzer
- Musique : W.G. Snuffy Walden
- Production : Steven Spielberg
- Sociétés de production : Amblin Entertainment, CBS et DreamWorks Television
- Sociétés de distribution : CBS
- Pays d'origine : États-Unis
- Langue originale : anglais
- Budget : 108 millions de dollars, soit 3 millions de dollars par épisode.
- Format : couleur - 35 mm - 1,78:1 - son Dolby Digital
- Genre : science-fiction
- Durée : 42 minutes

## Épisodes

### Première saison (2013)
Note : Attention, certains épisodes ont bénéficié d'un titre francophone différent lors de leurs diffusions en France. Ils sont indiqués en second le cas échéant.
1. Coupés du monde (Pilot)
2. Le Grand Feu (The Fire)
3. Chasse à l'homme (Manhunt)
4. Le Fléau (Outbreak)
5. M.O.A.B. (Blue on Blue)
6. Pluie d'enfer (The Endless Thirst)
7. Cercles imparfaits / Le Cercle de la vie (Imperfect Circles)
8. De l'eau au prix fort / Le Monarque sera couronné (Thicker Than Water)
9. La Quatrième Main (The Fourth Hand)
10. Fight Club (Let the Games Begin)
11. Quand on parle du diable / Le Diable en personne (Speak of the Devil)
12. Situation d'urgence / Circonstances aggravantes (Exigent Circumstances)
13. Rideaux / In tenebris (Curtains)

### Deuxième saison (2014)
Elle est diffusée du 30 juin au 22 septembre 2014 aux États-Unis. Elle a été précédée la semaine précédente par un épisode récapitulatif accompagné d'interviews.
1. Le Sens du sacrifice (Heads Will Roll)
2. Invasion (Infestation)
3. Un ciel de sang (Force Majeure)
4. Révélations (Revelation)
5. Des femmes de pouvoir (Reconciliation)
6. Le Tunnel (In The Dark)
7. De l'autre côté (Going Home)
8. Une lueur d'espoir (Awakening)
9. La Porte rouge (The Red Door)
10. Énergie négative (The Fall)
11. Nuit de glace (Black Ice)
12. La Dernière Vision (Turn)
13. Exodus (Go Now)

### Troisième saison (2015)
Composée de treize épisodes, elle est diffusée à partir du 25 juin 2015.
1. Une nouvelle réalité (Move On)
2. Cocons (But I'm Not)
3. L'Éclosion (Redux)
4. Une communauté bien tranquille (The Kinship)
5. Alaska (Alaska)
6. Les Prisonniers (Caged)
7. La Sixième Extinction (Ejecta)
8. Résistance (Breaking Point)
9. Les Ensorcelés (Plan B)
10. Le Secret d'Aktaion (Legacy)
11. L'Avènement de la reine (Love Is a Battlefield)
12. Question de survie (Incandescence)
13. Le Crépuscule du dôme (The Enemy Within)

## Univers de la série

### Personnages
Dale « Barbie » Barbara
C'est un mystérieux ancien Marine, de passage à Chester's Mill lorsque le Dôme apparaît. Par la suite, il se révèle être un « encaisseur de paris » travaillant pour Maxine Seagrave. Maxine se sert de sa relation avec Julia pour lui faire du chantage. Il a une relation avec Julia Shumway. Barbie et Big Jim sont ennemis.
Julia Shumway
C'est une journaliste qui était venue à Chester's Mill pour en apprendre plus sur un mystérieux transport de propane. Elle est l'épouse du Docteur Peter Shumway qui a disparu depuis quelques jours. C'est un personnage attachant, qui essaye d'aider les habitants de cette ville en leur disant tout ce qu'elle apprend au fur et à mesure du dôme. Elle est liée au Dôme sans qu'elle ne le sache. Le dôme l'a choisie. Elle a une relation avec Barbie. Julia et Big Jim sont ennemis.
Linda Esquivel
Elle est officier de police. Après la mort de Duke Perkins, elle devient chef de la police de Chester's Mill. Elle est fiancée à un pompier, lui-même frère d'un de ses collègues à elle, resté à l'extérieur du Dôme.
Angie McAlister
C'est une jeune infirmière volontaire à l'hôpital. Elle est la grande sœur de Joe McAlister. Elle fait partie des 4 personnes (dont son frère) ayant la capacité de communiquer avec le Dôme. Elle a entretenu par le passé une relation avec James "Junior" Rennie et en paie les frais.
Joe McAlister
Il est le petit frère d'Angie McAlister, et un lycéen de Chester's Mill. Ses parents étant à l'extérieur du Dôme, il a le temps de chercher à comprendre son fonctionnement. Il est l'une des 4 personnes ayant la capacité de communiquer avec le Dôme. Il entretient une relation amoureuse avec Norrie.
Eleanor « Norrie » Calvert-Hill
Norrie est de passage à Chester's Mill quand le Dôme apparaît. Elle était en route vers un pensionnat pour enfants récalcitrants, avec ses deux mères, Carolyn Hill et Alice Calvert. Elle est l'une des 4 personnes pouvant communiquer avec le Dôme. Elle entretient une relation amoureuse avec Joe McAlister.
James Rennie « Big Jim »
Big Jim est conseiller municipal de la ville. Il est le père de Junior. Sa femme, perturbée, a disparu de nombreuses années auparavant. Depuis l'apparition du Dôme, il a pris le contrôle de la ville.
James Rennie « Junior »
Junior est le fils de James Rennie. Il est assez perturbé depuis le décès de sa mère. Il a été promu officier de police à la suite de l'apparition du dôme. Il a eu une relation avec Angie McAlister et est toujours amoureux d'elle : il est prêt à tout pour la récupérer. Junior est la quatrième personne ayant la capacité de communiquer avec le Dôme.
Melanie Cross
Melanie est une jeune fille mystérieuse sauvée de la noyade par Julia lors du début de la saison 2. Cette jeune fille risque bien d'avoir un rapport avec ce Dôme.
Sam Verdreaux
Sam est un ambulancier, alcoolique et solitaire. Il est le beau frère de Big Jim et donc l'oncle de Junior. Il ne supporte pas son beau frère et essaye de surmonter son addiction à l'alcool. À la suite d'une action irrémédiable, il cherche le pardon.

## Accueil

### Critiques
Aux  États-Unis, la presse fut assez enthousiaste à l'adaptation du roman. Mais les spectateurs ont un avis beaucoup plus mitigé. Sur Metacritic, la première saison a une moyenne de 72 % d'après 35 avis de la presse, soit un avis généralement favorable. Pourtant plus de 250 avis des spectateurs attribuent une note de 6/10 soit des avis moyens. Idem sur Rotten Tomatoes, la presse donne 81 % d'avis positifs contre 49 % pour les spectateurs. Le point commun entre l'avis des spectateurs et l'avis bilan de la presse après la première saison est que l'intrigue est décousue et n'est pas fidèle au roman.

### Audiences

#### Aux États-Unis
Le pilote a attiré 13,53 millions de téléspectateurs, écrasant la série Mistresses sur ABC (3,57 millions de téléspectateurs), mais faisant face à la finale de la Coupe Stanley sur NBC.
Le deuxième épisode a réuni 11,81 millions de téléspectateurs, dominant toujours sur les autres séries diffusées le même jour.
Audiences américaines moyennes par saison *

#### Dans les pays francophones
En France, le premier épisode, diffusé fin octobre 2013, a attiré 4,66 millions de téléspectateurs sur la chaîne M6 pour 20,5 % de part de marché, ce qui est un très bon démarrage. Les deux suivants ont respectivement atteint 19,5 % et 24,5 % de part de marché.
Audiences françaises moyennes par saison*

### Revue de presse
- R.S., « Under the dome 2. Un dome emprisonne toute une ville. Ce dome est vivant, et réagit à ce qui se passe en son sein : Stephen King, version télé. », L'Avenir no 273, Namur, 24 novembre 2014, p. 19